# Corrado Beguinot
Corrado Beguinot (Napoli, 30 marzo 1924 – Napoli, 6 gennaio 2018) è stato un ingegnere e urbanista italiano, da circa cinquanta anni impegnato nel campo della pianificazione urbanistica e territoriale attraverso attività di ricerca scientifica e sperimentazione progettuale; in particolare ha promosso una serie di attività di ricerca, formazione e sperimentazione Per la Città Europea Interetnica Cablata.

## Biografia
Beguinot è stato per trentacinque anni (1964-1999) professore ordinario alla cattedra di Tecnica Urbanistica all'Università degli Studi di Napoli Federico II, mentre dal 1959 al 1965 ricoprì la cattedra di composizione architettonica.
Direttore dell'Istituto di Architettura e Urbanistica, dal 1959 al 1976 e del dipartimento di Pianificazione e Scienza del Territorio all'Università degli Studi di Napoli Federico II, dal 1992 al 1999.
Membro dell'International Federation for Housing and Planning The Hague-Netherlands e della Deutscher Verband Fur Wohnungswesen, Stadtebau und Raumplannung, Bonn-Germania, dal 1960.
Esperto presso il Ministero degli Affari Esteri per la Cooperazione Culturale, Scientifica e Tecnica, dal 1976 al 1985.
Presidente del Comitato Tecnico della Facoltà di Architettura del Politecnico di Milano (1970-1973).
Direttore della Facoltà di Urban and Regional Planning della Università del Cairo (Egitto), dal 1978 al 1985.
Ciudadano Professor dell'Università Simón Bolívar di Caracas (Venezuela), dal 1978.
Ha fondato, nel 1985, il gruppo Innovazione Tecnologica e Trasformazioni Territoriali per la Città del XXI Secolo che sviluppa la ricerca sulla Città Cablata attraverso una serie di osservatori istituiti in varie città del mondo (oltre alle città italiane, Tokyo, Pune, Delft, Newcastle u.T., Barcellona, Harbin, Monaco, Ginevra, Parigi, Gerusalemme, ecc.).
Componente del Comitato Consultivo per la formazione nel campo dell'Architettura, delle Comunità Economiche Europee in Bruxelles, dal 1987 al 1991.
Componente della Commissione per la realizzazione della sede dell'Istituto Universitario Europeo di Firenze in Fiesole, dal 1987.
È stato, nel 1993, il promotore della redazione di una nuova Carta dell'Urbanistica, la "Carta di Megaride '94", scritta con la collaborazione di 600 studiosi della città di trentadue diversi Paesi.
Componente della Commissione per il nuovo Manuale dell'Architetto: Istituto dell'Enciclopedia Treccani e Consiglio Nazionale delle Ricerche, dal 1995 al 1997.
Presidente del Consiglio Scientifico dell'Istituto per la Pianificazione e Gestione del Territorio del CNR, dal 1982 al 1999.
Componente del Comitato Nazionale di Consulenza per le Scienze di Ingegneria e di Architettura e per le Scienze dell'Ambiente e dell'Habitat del CNR, dal 1982 al 1994.
Componente delle Commissioni per il "Progetto Finalizzato Edilizia", del "Progetto Finalizzato Ambiente e Territorio", del "Progetto Finalizzato Trasporti", del "Progetto Strategico Aree Metropolitane" del "Progetto Finalizzato Innovazione e Recupero" del CNR, dal 1982 al 1995.
Componente del Consiglio Superiore Tecnico del Ministero delle poste e delle telecomunicazioni, dal 1986 al 1994.
Presidente della Fondazione Aldo Della Rocca, Ente Morale di Studi urbanistici Roma, dal 1992.
Presidente della Fondazione Ivo Vanzi Napoli, dal 1996 al 2000.
Ha promosso, nel 2000, la ricerca per la definizione della carta dei principi sulla città interetnica europea a supporto del Master Universitario internazionale (teso alla formazione degli esperti del governo delle trasformazioni urbane) e della Sperimentazione Progettuale (su cinque città metropolitane europee, espressive della realtà urbana interetnica).
Ha elaborato nel 2006/2007 il progetto del Corso di Laurea Magistrale per la formazione degli esperti del governo delle trasformazioni urbane nella città europea interetnica cablata.
Direttore delle "Collane di Studi di Urbanistica" dell'Istituto di Architettura e Urbanistica (1959-76) e del Dipartimento di Pianificazione e Scienza del Territorio dell'Università degli Studi di Napoli Federico II (1985-1999) nelle quali sono pubblicati 61 volumi con contributi personali, di colleghi e di giovani assistenti.
Progettista di numerosi piani urbanistici, territoriali, comunali, paesistici, sanitari e di sviluppo industriale, (tra cui quelli di Napoli – Caserta – Salerno – Avellino e Campobasso), nonché di varie opere architettoniche tra cui la nuova Facoltà di Medicina di Napoli, la Cittadella postale e delle telecomunicazioni e il Palazzo di Giustizia (con Massimo Pica Ciamarra e Michele Capobianco) siti nel centro Direzionale di Napoli.

## Scritti
1. La Conferenza  Mondiale Habitat II – Fondazione Della Rocca – Roma ,1998; Giannini Editore -Napoli;
2. I siti del fare e del pensare – Fondazione Della Rocca – Roma, 1999; Giannini Editore - Napoli;
3. Per la città del Terzo Millennio: La Fondazione Della Rocca – Roma, 2000; Giannini Editore - Napoli;
4. Il nuovo recupero. Due casi emblematici: Milano – Napoli – Fondazione Della Rocca – Roma, 2000; Giannini Editore – Napoli;
5. Schema di sviluppo dello Spazio Europeo – Fondazione Della Rocca -  Roma, 2002; Giannini Editore –Napoli;
6. Il piano INA-Casa – Immagini della memoria  – Fondazione Della Rocca – Roma, 2002; (video);
7. Città di genti e culture. Da “Megaride ‘94” alla città europea interetnica – Fondazione Della Rocca – Roma, 2003;  con DVD, Vol. XXV; 1^  collana;
8. Città di genti e culture. Da “Megaride 94” alla città europea interetnica – Fondazione Della Rocca – Roma, 2004 Tomo 2°; con DVD, Vol. XXVI; 1^  collana;
9. La Formazione dei Manager per “La città dei diversi” – Fondazione Della Rocca – Roma, 2005, Tomo 3°, Vol. XXVII; 1^ collana;
10. La Formazione dei Manager per “La città dei diversi”; Le Ricerche dei Corsisti – Fondazione della Rocca – Roma 2005, Vol. V 2^ collana;
11. La formazione dei manager per la città dei diversi. Città di genti e culture. Fondazione Della Rocca, Roma 2006, Tomo 4°, Vol. XXVIII, 1^ collana;
12. Genetica e destino di un percorso. Città cablata. Carta di Megaride '94 città interetnica. Fondazione della Rocca. Roma 2008 Tomo 5° vol. XXIX, 1^ collana.
13. La Città. La Crisi, le ragioni, i rimedi. Tomo Sesto, Corrado Beguinot e a cura di, Giannini, Napoli 2009.
14. The City, Crises, Causes, Remedies ... for an UN Event. Aldo Della Rocca Foundation, 31/Seventh Tome, Corrado Beguinot, Giannini, Napoli 2009.
15. The City Crisis - The Priority of the XXI century ... for a "UN World Conference" ... for a "UN Resolutions". Tomo 8°, Corrado Beguinot, Giannini, Napoli 2011.